# Чемпіонат УРСР із шахів 1971 (жінки)
31-й чемпіонат України із шахів серед жінок, що проходив з 6 по 16 квітня 1971 року у Львові.

## Загальна інформація
Головний суддя турніру — В. Писарук (всесоюзна категорія, Миколаїв).
Чемпіонат проходив у Львівському шаховому клубі.
Змагання проводилися за швейцарською системою у 11 турів за участі 36 шахісток. Турнір не був відбірковим до всесоюзних змагань, що безперечно, позначилося на складі учасниць першості, зокрема дві третини з них — школярки. Та все ж, у турнірі взяли участь ряд провідних шахісток, серед них киянки Лідія Семенова та О.Камінних, львів'янки Марта Шуль (чемпіонка України 1967 року) та Ірина Розенцвайг (багаторазова призерка першостей України), чемпіонка України 1964 року Раїса Вапнична з Чернівців та інші.
У першому турі результативними були 13 партій, з них білі взяли гору в 10 партіях, чорні лише у трьох. З перемог розпочали Лідія Семенова (Київ), Нава Гордон (Одеса), львів'янки Раховська та Марта Шуль, яка здолала восьмикласницю з Чернівців Вершиніну.
Після трьох турів лідирували Нава Гордон, Лідія Семенова, Кицак — по 3 очка. Найгірший результат мала З.Семенова з Харкова — 0 очок.
У наступних турах Лідія Семенова перемогла основних конкуренток Наву Гордон та Марту Шуль.
Після 6-ти турів Лідія Семенова мала 5½ очка (+5-0=1), Нава Гордон — 5 очок (+5-1=0). У сьомому турі обидва лідера турніру завершили свої партії перемогами.
У восьмому турі, що відбувся 13 квітня 1971 року, Нава Гордон перемогла Наталію Гасюнас із Житомира, котрій у цей день виповнилося 14 років. Натомість лідерка турніру Лідія Семенова програла свою партію харків'янці Надії Воротиловій. Таким чином, за підсумками восьми турів турнірну таблицю очолила Нава Гордон — 7 очок (+7-1=0), на ½ очка менше було у Лідії Семенової (+6-1=1).
У 9-му турі Н.Гордон теж поступилася Воротиловій. У десятому турі і Гордон, і Семенова взяли гору над своїми суперницями і набрали по 8 очок.
Все вирішив останній 11-й тур. Лідія Семенова зробила нічию з одеситкою Регіною Ягнятинською, Нава Гордон поступилася Марті Шуль.
Набравши 8½ очок з 11 можливих чемпіонкою України стала майстер спорту Лідія Семенова. Друге місце посіла Нава Гордон — 8 очок.

## Підсумкова таблиця

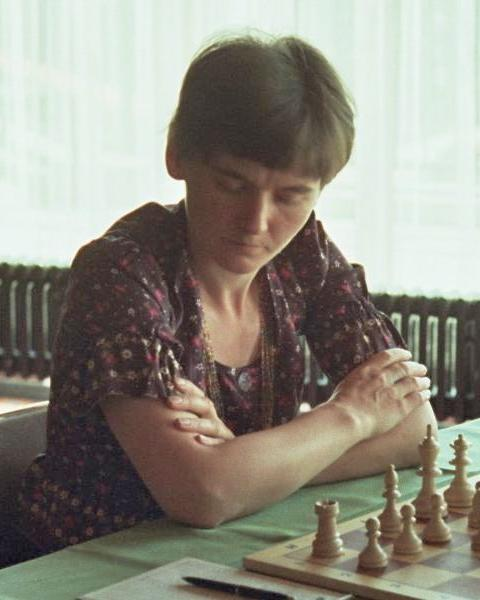
Лідія Семенова — чемпіонка України 1971 року (фото 1982 року)

| Місце              | Шахістка               | Місто      |  | + | = | − | Очки | Дод1 |
| ------------------ | ---------------------- | ---------- |  | - | - | - | ---- | ---- |
| Gold               | Лідія Семенова         | Київ       |  | 7 | 3 | 1 | 8½   |      |
| Silver             | Нава Гордон            | Одеса      |  | 8 | 0 | 3 | 8    |      |
| Bronze             | ?                      |            |  |   |   |   | ?    |      |
| 4-5                | Надія Воротилова       | Харків     |  |   |   |   | 7½   |      |
| -                  | -                      | -          |  |   |   |   | -    |      |
| ?                  | Марта Шуль (Літинська) | Львів      |  |   |   |   | ?    |      |
| ?                  | Ірина Розенцвайг       | Львів      |  |   |   |   | ?    |      |
| ?                  | Раїса Вапнична         | Чернівці   |  |   |   |   | ?    |      |
| ?                  | Ольга Камінних         | Київ       |  |   |   |   | ?    |      |
| ?                  | Наталія Гасюнас        | Житомир    |  |   |   |   | ?    |      |
| ?                  | Регіна Ягнатинська     | Одеса      |  |   |   |   | ?    |      |
| ?                  | Фаїна Гершман          | Кіровоград |  |   |   |   | ?    |      |
| ?                  | Т. Вершиніна           | Чернівці   |  |   |   |   | ?    |      |
| ?                  | Раховська              | Львів      |  |   |   |   | ?    |      |
| ?                  | Тимофеєва              |            |  |   |   |   | ?    |      |
| ?                  | Євгенія Кицак          | Фастів     |  |   |   |   | ?    |      |
| ?                  | Т. Германова           | Львів      |  |   |   |   | ?    |      |
| ?                  | З. Семенова            | Харків     |  |   |   |   | ?    |      |
| -                  | -                      | -          |  |   |   |   | -    |      |
| Всього 36 шахісток |                        |            |  |   |   |   |      |      |